# Rozpałka

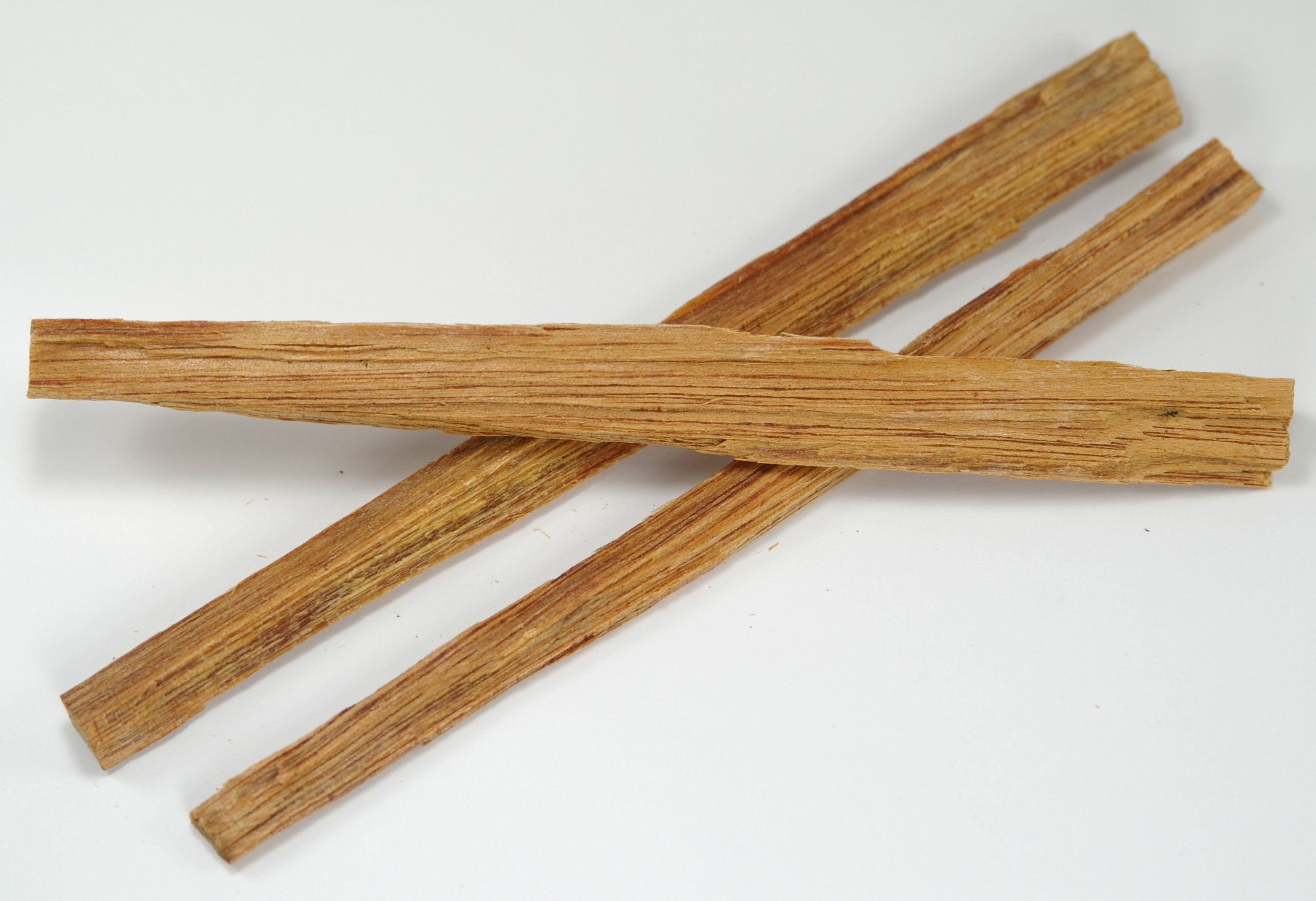
Kawałki karpiny służące jako rozpałka

Rozpałka lub podpałka – łatwopalny materiał, pomocny przy rozpaleniu ognia, używany do podpalenia paliw stałych o wysokiej temperaturze zapłonu, np. drewna czy węgla, których nie można zapalić z użyciem typowych urządzeń do rozpalania ognia o zbyt niskiej temperaturze płomienia. 
W warunkach polowych do rozpalenia ogniska można użyć jako podpałki suchej trawy, chrustu, liści itp. Do rozpalania ognia w kominkach, piecach, grillach obecnie używa się przeważnie gotowych dostępnych w handlu rozpałek w płynie, w postaci parafinowych kostek lub też bloczków urotropiny lub trioksanu.
Dawniej jako sztucznej podpałki używano hubki.